# Anthony Moura-Komenan
Anthony William Claude Moura-Komenan, né le 20 janvier 1986 à Bruges en Gironde, est un footballeur franco-ivoirien. Il évolue actuellement au PTT Rayong en Thaïlande.

## Biographie
Anthony Moura-Komenan commence le football au sein du FC Eyrans Saint-Seurin Cartelègue, aujourd'hui FC Estuaire Haute-Gironde, puis rejoint à treize ans le centre de formation des Girondins de Bordeaux. Milieu gauche offensif pouvant évoluer également à droite, il rejoint, en 2006, le club voisin du FC Libourne-Saint-Seurin où il signe un contrat de deux ans. 
Le sélectionneur de la Côte d'Ivoire Gérard Gili le retient pour disputer en juin 2008 le Tournoi de Toulon où les espoirs Ivoiriens terminent troisièmes. Il est ensuite retenu pour disputer les jeux olympiques et disputent les quatre rencontres de la compétition. Les Ivoiriens s'inclinent en quart de finale face au Nigeria sur le score de deux à zéro.
En fin de contrat avec le FC Libourne, il s'engage en janvier 2009 à l'AC Ajaccio mais joue peu et son contrat n'est pas renouvelé en juin. Après six mois à s'entraîner avec la réserve des Girondins et un essai non concluant au Huddersfield Town, il signe en janvier 2010 un contrat d'un an et demi au Rodez Aveyron Football en National. Son arrivée permet au club ruthénois de redresser sa situation sportive. La saison suivante, le club ne peut éviter la relégation en CFA malgré les bonnes performances d'Anthony Moura-Komenan.
Il rejoint fin mai 2011 le FC Rouen pour une durée de deux ans. Il dispute seize rencontres de championnat avec le club puis, en fin de saison, résilie son contrat. Il signe le 18 juillet 2012 un contrat avec le Osotsapa Saraburi FC club de la Thai Premier League

## Palmarès
- Troisième du Tournoi de Toulon en 2008 avec l'équipe de Côte d'Ivoire U20.

## Statistiques
Le tableau ci-dessous résume les statistiques en match officiel d'Anthony Moura-Komenan depuis ses débuts de joueur professionnel,,.
| Saison                | Club                     | Championnat           | Championnat | Championnat | Coupe(s) nationale(s) | Coupe(s) nationale(s) | Total | Total |
| Saison                | Club                     | Division              | M.          | B.          | M.                    | B.                    | M.    | B.    |
| 2006-2007             | FC Libourne-St-Seurin    | Ligue 2               | 19          | 2           | 5                     | 2                     | 24    | 4     |
| 2007-2008             | FC Libourne-St-Seurin    | Ligue 2               | 31          | 2           | 1                     | 0                     | 32    | 2     |
| 2008-2009             | AC Ajaccio               | Ligue 2               | 8           | 0           | 1                     | 0                     | 9     | 0     |
| 2009-2010             | Rodez AF                 | National              | 18          | 2           | 1                     | 0                     | 19    | 2     |
| 2010-2011             | Rodez AF                 | National              | 39          | 8           | 3                     | 0                     | 42    | 8     |
| 2011-2012             | FC Rouen                 | National              | 16          | 1           | 3                     | 0                     | 19    | 1     |
| 2013                  | Osotspa Saraburi         | Thai Premier League   | 25          | 7           | -                     | -                     | 25    | 7     |
| 2014                  | Osotspa Saraburi         | Thai Premier League   | 33          | 8           | -                     | -                     | 33    | 8     |
| 2015                  | Osotspa Samut Prakan     | Thai Premier League   | 30          | 7           | -                     | -                     | 30    | 7     |
| 2016                  | Super Power Samut Prakan | Thai Premier League   | 30          | 10          | -                     | -                     | 30    | 10    |
| 2017                  | Super Power Samut Prakan | Thai Premier League   | 16          | 5           | -                     | -                     | 16    | 5     |
| 2017                  | PTT Rayong               | Thai League 2         | -           | -           | -                     | -                     | 0     | 0     |
| Total sur la carrière | Total sur la carrière    | Total sur la carrière | 265         | 52          | 14                    | 2                     | 279   | 54    |